# مدون
المدون (بالإنجليزية: Blogger)‏ هو الشخص الذي يملك مدونة كنشاط رئيسي في حياته. يشبه مذكرات أو يوميات على الويب (المعروف أيضا باسم 'مدونة'). المدونات عادة ما تكون معروضة بشكل مجاني للقراءة، ولكن مع ذلك جلبت بعض الشهرة والثروة للعديد من المدونين. العديد من السياسيين والصحفيين يمكلون مدونة خاصة بهم، لأن هذه هي الطريقة الوحيدة للتواصل مع الشباب والمجتمع.
تويتر وفيسبوك هما أكثر المواقع التي يستخدمها المدونين عبر السوشيل ميديا. بالنسبة للمدونين المحترفين فهم يملكون موقع ويب خاص بهم لنشر ما يفكرون به.